# 沼達賢一
沼達 賢一（ぬまだて けんいち）は、日本の造園家。

## 来歴
千葉大学園芸学部出身。
日本住宅公団→住宅・都市整備公団において、つくば新都市開発などでニュータウンの緑化・緑地造成に従事した。

## 賞歴
- 平成18年第28回日本公園緑地協会 創立70周年記念表彰 北村賞[2]
- 平成24年度日本造園学会上原敬二賞